# III/IV號坦克
III/IV號坦克（德語：Panzerkampfwagen III/IV(PzKpfw III/IV)）是一款二戰期間納粹德國的實驗型中型坦克。這款坦克使用三號坦克和四號坦克的部件，試圖融合這兩款坦克。但工程最終僅停留在藍圖階段，甚至一輛原型車也沒有造出來過。